# 下因加什區

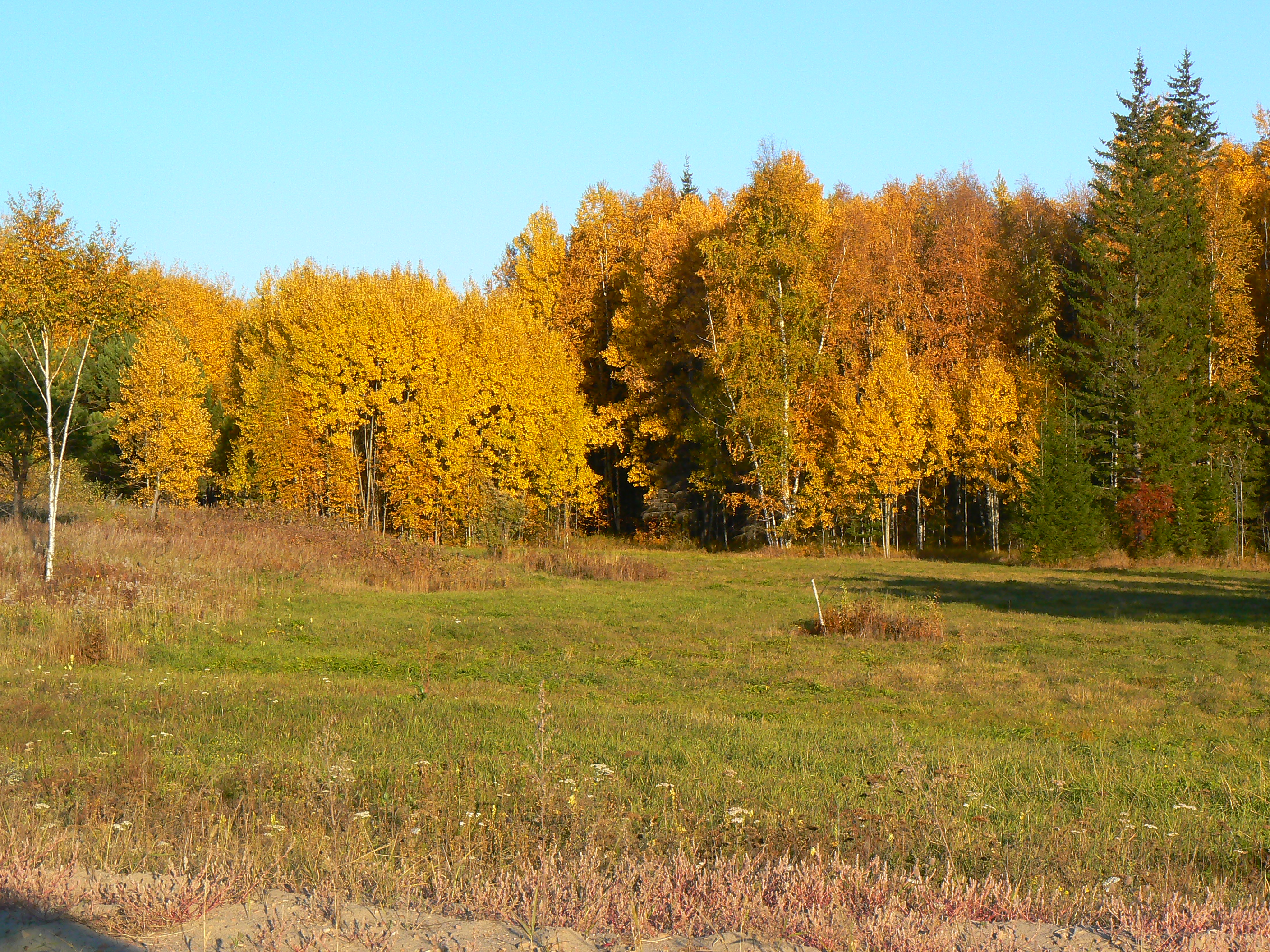

56°12′N 96°31′E / 56.200°N 96.517°E
下因加什區（俄语：Нижнеингашский район），是俄羅斯的一個區，位於該國中部，由克拉斯諾亞爾斯克邊疆區負責管轄，始建於1924年4月4日，面積6,143平方公里，2010年人口33,439，人口密度每平方公里5.44人。